# Arroyo del Rey (Buenos Aires)
El arroyo del Rey es un curso de agua que nace en las cercanías del Barrio Rayo de Sol, de la ciudad de Longchamps[cita requerida], provincia de Buenos Aires, para desembocar en el Río Matanza, con una trayectoria de aproximadamente 18 kilómetros. 
Cuando llega a la avenida Antártida Argentina, se encuentra entubado hasta cien metros antes de llegar a la calle Garibaldi (Llavallol), volviendo a estar nuevamente a cielo abierto hacia su desembocadura.

## Información sobre su cuenca
El arroyo del rey, tiene sus comienzos en el Barrio América Unida cerca del límite entre los Partidos de Esteban Echeverría y Presidente Perón, adyacente al conocido camino de la Lata, ruta Provincial 16. Las zanjas a los costados de este camino, se puede decir que son algunas de las nacientes, y sobre todo cuando cruzan de este a oeste por la alcantarilla a la altura de la calle Manuel Belgrano, se puede vislumbrar con certeza su pertenencia. Claramente se puede apreciar en el Google Earth, con coordenadas 34º 52’ 9”Sur y 58º24’36” Oeste, la huella nítida de cauce. En pocos kilómetros se adentra en el parque Industrial de Almirante Brown, y lo atraviesa, cruzando el Camino de Cintura (Avenida Monteverde) en cercanía de la calle Buenos Aires en Burzaco. En correspondencia con la calle Diomede, le ingresa un importante aporte de una subcuenca que también procede del otro lado del camino de cintura, con nacimiento cercano al Club Firestone, hoy canalizado y denominado Canal Diomede.
AL atravesar la calle Seguí (Capitán de fragata Carlos María Moyano). Penetra en el Partido de Lomas de Zamora. 
En este tramo se siente la fuerza de su caudal, y con tormentas de mediana intensidad causa severas inundaciones a lo largo de su cauce hasta llegar a las vías del ferrocarril Roca, en la localidad de Llavallol. Al cruzar la mencionada vía, se encuentra entubado por un doble conducto rectangular de dos metros por cuatro metros por cada celda. La configuración del cruce ferroviario y la poca capacidad de descarga de este conducto determina una de las principales causas de inundaciones aguas arriba en la localidad de Llavallol.
El entubado corre por la denominada avenida del Rey y al llegar a la calle Liniers  , gira a noventa grados hasta la calle Machado de Asís y girando nuevamente 90 grados . continua por esta hasta llegar a las vías del Ferrocarril Sarmiento, en donde lo cruza mediante una bifurcación de sus celdas, que luego de sortear la columna central del puente ferroviario se vuelven a juntar.
Corre luego bajo la calle Marcelo Lula y al cruzar la calle Pringles, desemboca a cielo abierto a unos metros antes de llegar a la calle Garibaldi en la localidad de Temperley. (continuará)
Lo que sigue no tiene que ver con el Arroyo del Rey y están mezclados datos de arroyos con topografía Lomense.
El arroyo conocido como Ginocchio o Galíndez ha quedado oculto en gran parte de su recorrido, por las obras de entubamiento realizadas alrededor de 1935. Su naciente estaba sobre el lado oeste de la estación de Adrogué, en las calles Presidente Uriburu y  Francisco Seguí, a 2 cuadras de la estación de Adrogué, luego de atravesar la calle 30 de Septiembre irrumpe en el Parque Finky, luego atravesaba la avenida Almirante Brown a unos pocos metros al sur de su intersección con la calle 14 de julio. Ahí había un puentecito, y otros dos protegían la continuación del paso del mismo arroyo en la esquina de Esmeralda y Colón. Atravesaba allí la quinta de la familia Ginocchio, de quien tomó su nombre.
Otro punto de su cauce era la esquina de Lucio V. López y Juncal, prosiguiendo luego paralelo a ésta unos 500 metros, y se desviaba poco antes de llegar a la calle Vélez Sarsfield en dirección norte, cruzando las calles Riobamba y Cerrito hacia Villa Hipódromo.
A este mismo curso de agua se le ha dado, en el partido de Lanús, el nombre de arroyo Galíndez, por cruzar, en Remedios de Escalada Este, terrenos que pertenecieron a la familia de ese apellido, radicada allí a fines del siglo XVIII.
El arroyo de las Perdices, aparece en un mapa de 1828, con la denominación de arroyo Ramírez. A principios del siglo XX era conocido como arroyo Francia, y al puente que sobre su cauce, se había construido a pocos metros de Eva Perón y Solís, se lo denominaba también Puente de Francia, y hasta él llegaba una de las líneas de tranvías que partía de la estación de Temperley, y con rumbo nordeste, proseguía por la avenida Pasco (hoy Eva Perón), hasta Villa La Perla, Villa Sastre y La Paz.
La actual designación de arroyo de las Perdices es, evidentemente de origen popular y espontáneo, referida a las aves que habitaban allí, y que al igual que las liebres, mulitas y otras especies propias del lugar, han ido desapareciendo, como consecuencia negativa del descontrolado proceso de urbanización, y por la contaminación del agua y el aire.
El arroyo de las Perdices tiene su naciente en las cercanías del Estadio Lorenzo Arandilla en la localidad de Adrogué, con dirección hacia el norte atravesado las localidades de José Mármol para ir por la Avenida República Argentina hasta la avenida Eva Perón, en Temperley; sigue desde allí un recorrido irregular, a través de los antiguos campos de la Cabaña Spínola; cruza la calle Armesti en la cuadra del 3800 de su numeración domiciliaria, y prosigue luego, a través de Villa Bénquez y de Monte Chingolo, hasta el canal Sarandí, que recolecta sus aguas y las del arroyo Ginocchio o Galíndez, para conducirlas al Río de la Plata.
Los arroyos, del Rey, Ginocchio y las Perdices dividen la zona en cuatro lomadas.
La primera se encuentra entre el arroyo Santa Catalina (que desemboca en la laguna del mismo nombre) y el arroyo del Rey, con una altura de 20 metros (Llavallol). La segunda de ellas es la que corre entre los arroyos del Rey y Ginocchio, correspondiente al sector más elevado. La avenida Hipólito Yrigoyen la cruza con sentido sur a norte, en forma casi axial, y en su intersección con las vías del ferrocarril Sarmiento, tiene una altitud de 24 metros sobre el nivel del mar, descendiendo suavemente hasta 22 metros en su esquina con Lavalle, y 20 metros tres cuadras más abajo; es decir, en su esquina con Garibaldi. Además en la misma avenida, al pasar frente a la Plaza Grigera y el Palacio Municipal de Lomas de Zamora, está a 17.5 metros, y solamente a 13 al cruzar la calle French, en las inmediaciones de la estación Banfield. La cota de nivel que corresponde a la estación Temperley, es de 17.5 metros, hallándose en la falda oriental de la loma descrita, sobre la pendiente que cae hacia el arroyo Ginocchio, cuyo valle forma una planicie de 12 a 13 metros de altitud en promedio, configurando aproximadamente un triángulo.
El arranque de la tercera lomada alcanza su altitud mayor de 23 metros dentro de las calles Estanislao Zeballos, Cuyo, Anatole France y la avenida Eva Perón, y también en el costado sudeste de villas La Perla y Sastre. El otro borde de esta tercera lomada coincide siempre, aproximadamente con el Boulevard talleres, que sigue casi con exactitud la cota de 15 metros, por debajo de la cual cae rápidamente el declive, para formar el valle del arroyo de Las Perdices.
La cuarta lomada corresponde a los barrios de La Loma, San Juan, San Cristóbal y Parada Pasco, con altitudes de 15 a 17 metros. El barrio San José está también sobre uno de los declives de esta lomada, con altitudes de 13 a 16 metros, en tanto el barrio Santa Rosa, sobre el declive opuesto, está en una pendiente que baja de 15 a 10 metros en poco más de cuatro cuadras. Desde allí hacia el nordeste la pendiente continúa, formando el extenso valle de arroyo de Las Piedras, conocido como cañada Gaete, desde los lejanos tiempos de Juan de Garay.
La transformación del área rural en suelo urbano ha sido un proceso de más de un siglo, que ha concluido con el amanzanamiento y loteo casi total del partido, observándose todavía espacios verdes. Lamentablemente, ese proceso no fue manejado por planificadores ni conducido con otros fines que los meramente especulativos, en la mayoría de los casos. Los problemas de infraestructura y medio ambiente que vemos multiplicarse día a día, requerirán sin duda del esfuerzo patriótico de las futuras generaciones, para salvaguardar una calidad humana de vida, junto a los recuerdos que configuran el patrimonio cultural, y la identidad comúndada por el suelo y por la historia.